# 高島優二
高島 優二（たかしま ゆうじ、1997年8月27日 - ）は日本の俳優。茨城県出身。J-beans所属。身長170cm。

## 人物
- 特技は水泳。

## 出演

### テレビ
- 爆報! THE フライデー

### CM
- 東進ハイスクール
- 東洋水産 赤いきつねと緑のたぬき
- 家庭教師のトライ
- ポカリスエット